# Hypergraphe autodual
Pour les articles homonymes, voir autodual pour les autres notions d'autodualité.
Un hypergraphe est autodual si sa matrice est symétrique, ex: (12,13,234,235,145).
Pour que la matrice soit symétrique il faut l'écrire (145,235,234,13,12). Cet exemple est aussi autotransversal, ce qui est très rare.